# فيكولونجو
فيكولونجو هي بلدية في مقاطعة نوفارا في إقليم بييمونتي الإيطالي، وتقع على بعد حوالي 80 كيلومترًا شمال شرق تورينو، وحوالي 12 كيلومترًا شمال غرب نوفارا. اعتبارًا من 31 ديسمبر 2004، بلغ عدد سكانها 857 نسمة ومساحتها 13.4 كيلومترًا مربعًا.
تقع فيكولونجو على حدود البلديات التالية: أربوريو، بياندريت، كاساليجيو نوفارا، لانديونا، مانديلو فيتا، ريسيتو، وسان بيترو موزيزو.